# دورزلامید
دورزلامید (به انگلیسی: Dorzolamide)
رده درمانی: مهارکننده کربنیک آنهیدراز.
اشکال دارویی: قطره

## موارد مصرف
دورزولامید به تنهایی یا به‌همراه داروهای مسدد گیرنده بتاآدرنرژیک برای کاهش فشار داخل چشم‌ گلوکوم با زاویه باز و گلوکوم پسودواکسفولیاتیو، در بیمارانی که‌مصرف داروهای مسدد گیرنده بتاآدرنرژیک در آنها ممنوع است یا به آنها پاسخ نمی‌دهند، به‌کار می‌رود.

## مکانیسم اثر
این دارو با مهار آنزیم انهیدرازکربنیک در چشم و کاهش تولید بی‌کربنات در مایع اشکی و نیز آب ترشح شده به‌همراه آن فشار داخل چشم را کاهش می‌دهد.

## عوارض جانبی
احساس مزه تلخ، سوزش وخارش چشم، تاری دید، اشک ریزش، التهاب پلک و بافت ملتحمه، سردرد، تهوع، ضعف، ندرتاً بثورات جلدی و التهاب عنبیه و عضلات مژگانی از عوارض جانبی این‌دارو هستند.